# Birgit Minichmayr
Birgit Minichmayr (Linz, 3 aprile 1977) è un'attrice teatrale, attrice cinematografica e cantante austriaca, vincitrice dell'Orso d'argento per la migliore attrice nel 2009 per Alle Anderen.

## Biografia
Lavora non soltanto per il film, ma appare regolarmente anche sul palcoscenico. Era un membro dell'ensemble al Burgtheater di Vienna, poi della Volksbühne di Berlino e nel Residenztheater di Monaco di Baviera. Ha anche partecipato al Festival di Salisburgo. 

## Vita privata
All'inizio del 2018, ha dato alla luce due gemelli. È sposata con il padre delle due ragazze, un imprenditore altoatesino.

## Filmografia

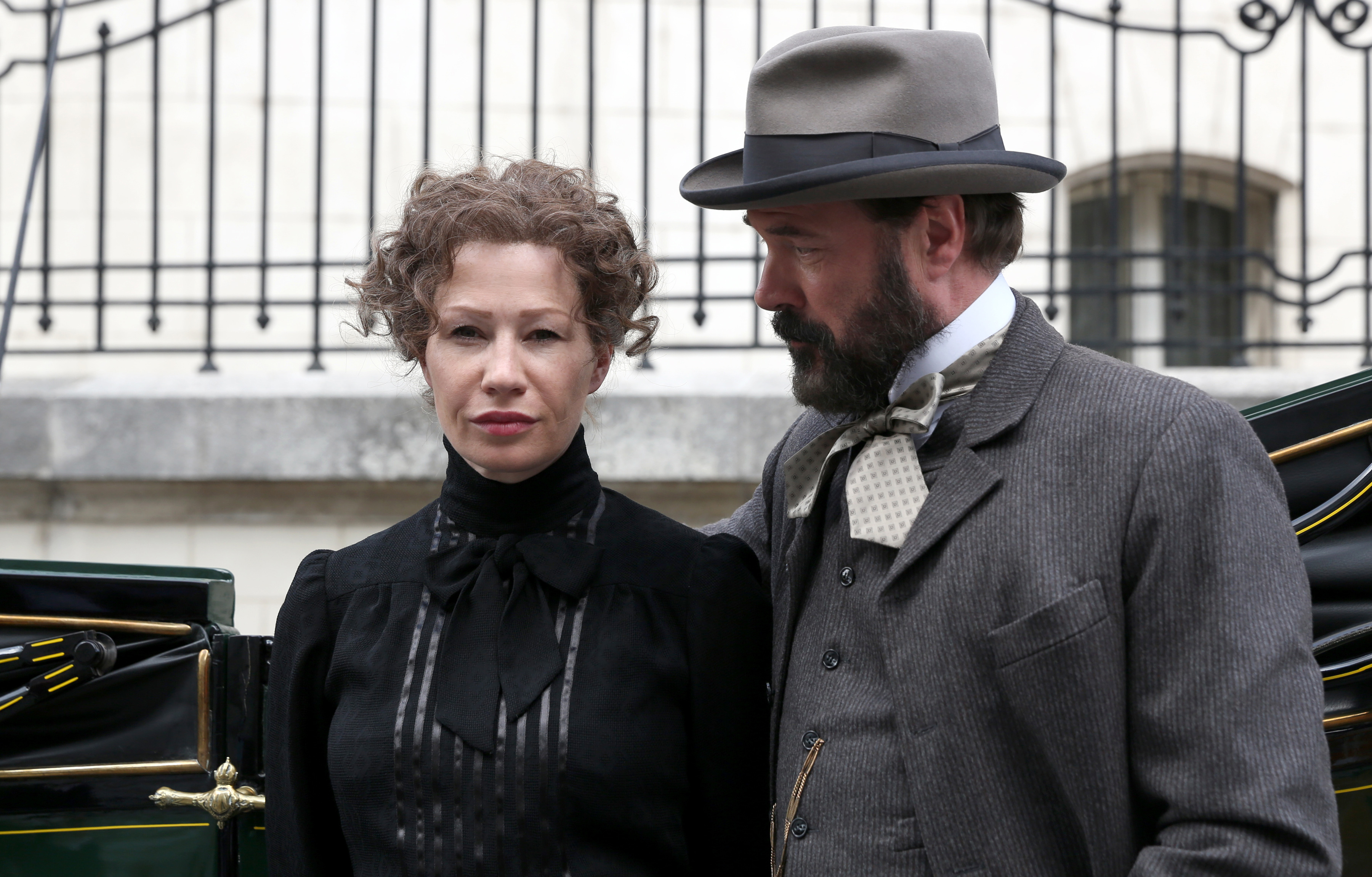
Nel ruolo di Bertha von Suttner in un film tv del 2014.

### Cinema
- Abschied - Brechts letzter Sommer, regia di Jan Schütte (2000)
- A torto o a ragione (Taking Sides), regia di István Szabó (2001)
- Liegen lernen, regia di Henk Handloegten (2003)
- Hotel, regia di Jessica Hausner (2004)
- La caduta - Gli ultimi giorni di Hitler (Der Untergang), regia di Oliver Hirschbiegel (2004)
- Spiele Leben, regia di Antonin Svoboda (2005)
- Fallen, regia di Barbara Albert (2006)
- Profumo - Storia di un assassino (Perfume: The Story of a Murderer), regia di Tom Tykwer (2006)
- Midsummer Madness, regia di Alexander Hahn (2007)
- Krankheit der Jugend, regia collettiva (2007)
- Kirschblüten - Hanami, regia di Doris Dörrie (2008)
- The Bone Man (Der Knochenmann), regia di Wolfgang Murnberger (2009)
- Alle Anderen, regia di Maren Ade (2009)
- Il nastro bianco (Das weiße Band - Eine deutsche Kindergeschichte), regia di Michael Haneke (2009)
- Eyjafjallajökull Tam-Tam, regia di Robert Lehniger e Michael Venus (2011)
- Gnade, regia di Matthias Glasner (2012)
- The Strange Case of Wilhelm Reich, regia di Antonin Svoboda (2012)
- The Scorpions Sting, regia di John Bock (2014)
- Milyy Khans, dorogoy Pyotr, regia di Aleksandr Mindadze (2015)
- Jack, regia di Elisabeth Scharang (2015)
- Tiere, regia di Greg Zglinski (2017)
- Nur Gott kann mich richten, regia di Özgür Yildirim (2017)
- 3 Tage in Quiberon, regia di Emily Atef (2018)
- The Field Guide to Evil, regia collettiva (2018) - (episodio: The Sinful Women of Höllfall)
- I pesci rossi (Die Goldfische), regia di Alireza Golafshan (2019)
- Kirschblüten & Dämonen, regia di Doris Dörrie (2019)
- Wanda, mein Wunder, regia di Bettina Oberli (2020)
- Il re degli scacchi (Schachnovelle), regia di Philipp Stölzl (2021)
- Töchter, regia di Nana Neul (2021)
- Der Maler, regia di Oliver Hirschbiegel (2021)
- Im Land der starken Frauen, regia di Anja Salomonowitz (2022)
- Mit einem Tiger schlafen, regia di Anja Salomonowitz (2024)
- Andrea lässt sich scheiden, regia di Josef Hader (2024)

### Televisione
- Il destino di un principe (Kronprinz Rudolf/Kronprinz Rudolfs letzte Liebe), regia di Robert Dornhelm – film TV (2006)
- Polizeiruf 110 – Kellers Kind – serie TV (2008)
- Eine Liebe für den Frieden - Bertha von Suttner und Alfred Nobel, regia di Urs Egger – film TV (2014)

## Riconoscimenti

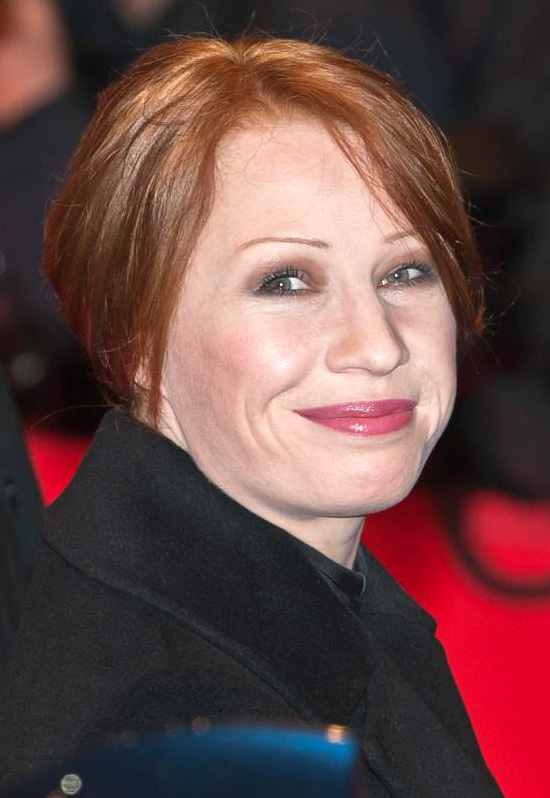
Birgit Minichmayr alla Berlinale del 2012, in concorso con Gnade.

- Festival internazionale del cinema di Berlino
2001 – Shooting Stars Award
2009 – Orso d'argento per la migliore attrice per Alle Anderen
- Deutscher Filmpreis
2010 – Candidatura per la migliore attrice protagonista per Alle Anderen
2013 – Candidatura per la migliore attrice protagonista per Gnade
2018 – Migliore attrice non protagonista per 3 Tage in Quiberon
- Preis der deutschen Filmkritik
2010 – Migliore attrice per Alle Anderen
- Romy
2010 – Candidatura per l'attrice preferita (premio del pubblico) per The Bone Man
2012 – Attrice preferita (premio del pubblico) per Die Verführerin Adele Spitzeder
2015 – Candidatura per l'attrice preferita (premio del pubblico) per Eine Liebe für den Frieden – Bertha von Suttner und Alfred Nobel
- Undine Awards
2005 – Candidatura per la migliore giovane attrice non protagonista in un lungometraggio per La caduta – Gli ultimi giorni di Hitler
2006 – Candidatura per la migliore giovane attrice in un lungometraggio per Spiele Leben